# Richard Ladislaus Heschl
Richard Ladislaus Heschl (ur. 5 lipca 1824 w Welsdorf, zm. 26 maja 1881 w Wiedniu) – austriacki lekarz, anatom. Na jego cześć nazwano zakręty Heschla. 
W 1849 uzyskał doktorat z medycyny na Uniwersytecie Wiedeńskim, gdzie w 1850 Karla von Rokitansky'ego. W 1855 został mianowany profesorem anatomii patologicznej w Krakowie. W 1861 został profesorem  w Grazu, pełniąc funkcję rektora uniwersytetu w latach 1864–1865. W 1875 powrócił na Uniwersytet Wiedeński. 

## Wybrane prace
- Compendium der allgemeinen und speziellen pathologischen Anatomie, 1855
- Sectionstechnik, 1859
- Über die vordere quere Schläfenwindung, 1878